# デンマーク (西オーストラリア州)
デンマークは、西オーストラリア州グレートサザン地域のウィルソン湾沿岸の町で、州都パースの南南東423キロメートルに位置している。 2016年の国勢調査では、デンマークの人口は2,558人だった。 しかし、観光シーズンには人口がベース人口の数倍になることがある。

## 歴史
't Landt van de Leeuwin（レーウィンの土地）は、キング・ジョージ湾からスワン川までの地域の元々のオランダ名である。 1622年にハメリン湾からダントルカストー岬までの海岸を視認したオランダ東インド会社の船長、 Leeuwin にちなんで名付けられた。
デンマーク地域の海岸線は、1627年にオランダ人フランソワ・ティーセン（The Golden Seahorse 号の船長）によって観測された。彼は東は南オーストラリアのセドゥナまで航海し、戻ってきている。ティーセン船長はオーストラリア南岸を視察し、ケープ・レーウィンとヌイツ諸島間の約1,800キロメートル（1,100マイル）の海図を作成した。
その２世紀後、最初のヨーロッパ人が現在のデンマーク周辺の土地に入ったとき、この地域にはヌーンガー族が住んでいた。オーストラリアの先住民は、この川と入り江を「黒ワラビーの場所」を意味する Kwoorabup と呼んでいた。
海軍艦艇軍医トーマス・ブレイドウッド・ウィルソンは、キングジョージ湾出身のヌーンガー族のモカレ、キングジョージ湾のフレデリクスタウンの兵站部の最高責任者であるジョン・ケント、2人の囚人、第39連隊のウィリアム・ゴフ二等兵と共に、その地域を探検中にこの川を発見した。その間、彼の船であるGovernor Phillip 号はキングジョージ湾で修理中だった。
デンマーク川という名称は、1829年12月にウィルソンによって、彼の指導者であり海軍軍医であったアレクサンダー・デンマークにちなんで付けられた。
1895年8月、C&Eミラー社は、デンマーク・エステートとして知られる、デンマーク川の自由保有権付き森林地8,100ヘクタールの購入を完了した。1895年10月、資金調達のためロンドン証券取引所に上場した後、ミラーズ・カリ・アンド・ジャラー・フォレスト社はトーベイからデンマーク川までの鉄道延伸工事を開始した。1895年12月には設立が完了し、デンマーク木材駅に最初の製材所が建設された。郵便局と貯蓄銀行は1897年8月30日に開設された。ミラーズは1898年に3番目の製材所を建設し、1900年までに800人の労働者とその家族がデンマークに居住し、総人口は2,000人に達した。
その後まもなくして資源が枯渇し、木材産業は衰退し始めた。1903年5月、第1製材所の閉鎖に伴い、デンマークの製材産業は衰退の一途を辿った。1904年9月30日、ミラーズ社のデンマーク事業は閉鎖された。1908年、ミラーズはデンマーク・エステートとエレカー・デンマーク鉄道を州政府に売却した。町の敷地が測量され、学校、レクリエーション保護区、市庁舎の建設予定地が確保された。